# Taenioides purpurascens
A Taenioides purpurascens a csontos halak (Osteichthyes) főosztályának a sugarasúszójú halak (Actinopterygii) osztályába, ezen belül a sügéralakúak (Perciformes) rendjébe, a gébfélék (Gobiidae) családjába és az Amblyopinae alcsaládjába tartozó faj.

## Előfordulása
A Taenioides purpurascens előfordulási területe a Csendes-óceán nyugati részén található meg.

## Életmódja
Ez a trópusi gébféle a mélytengeri életmódhoz alkalmazkodott.